# Berry Pomeroy
Berry Pomeroy – wieś i civil parish w południowo-zachodniej Anglii, w hrabstwie Devon, w dystrykcie South Hams, położona na wschód od Totnes. W 2011 roku liczba ludności civil parish, obejmującej poza samą wsią przyległe obszary wiejskie, wynosiła 1017.
W pobliżu znajduje się XV-wieczny zamek (Berry Pomeroy Castle).